# Neotominae
De Neotominae is een onderfamilie van knaagdieren uit de Cricetidae die voorkomt in Noord-, Midden- en noordelijk Zuid-Amerika. Ze behoren tot de muizen en ratten van de Nieuwe Wereld, en ze werden tot het begin van de 21e eeuw tot de Sigmodontinae gerekend, maar nu is het onduidelijk of ze wel nauw aan elkaar verwant zijn.
De Neotominae worden in zes geslachtengroepen en een aantal geslachten ingedeeld:
- Tribus Baiomyini
  - Baiomys
  - Scotinomys
- Tribus Neotomini
  - Galushamys†
  - Hodomys
  - Nelsonia
  - Neotoma
  - Repomys†
  - Xenomys
- Tribus Ochrotomyini
  - Ochrotomys
- Tribus Peromyscini
  - Habromys
  - Megadontomys
  - Neotomodon
  - Osgoodomys
  - Peromyscus
  - Podomys
- Tribus Onychomyini
  - Onychomys
- Tribus Reithrodontomyini
  - Isthmomys
  - Reithrodontomys
- incertae sedis
  - Bensonomys†
  - Cimarronomys†
  - Jacobsomys†
  - Paronychomys†
  - Symmetrodontomys†

Woelmuizen · Hamsters · Neotominae · Tylomyinae · Sigmodontinae (zie ook Muizen en ratten van de Nieuwe Wereld)